# El Cuartito
El Cuartito är en ort i Mexiko.   Den ligger i kommunen Pinos och delstaten Zacatecas, i den centrala delen av landet, 400 km nordväst om huvudstaden Mexico City. El Cuartito ligger 2 074 meter över havet och antalet invånare är 106.
Terrängen runt El Cuartito är lite kuperad. Runt El Cuartito är det ganska glesbefolkat, med 21 invånare per kvadratkilometer. Närmaste större samhälle är Trinidad Norte, 8,4 km söder om El Cuartito. Omgivningarna runt El Cuartito är i huvudsak ett öppet busklandskap.